# Rhyacia rava
Rhyacia rava är en fjärilsart som beskrevs av Herrich-Schäffer 1852. Rhyacia rava ingår i släktet Rhyacia och familjen nattflyn. Inga underarter finns listade.